# خدمتکاران (مجموعه تلویزیونی)
خدمتکاران (کره‌ای: 하녀들; لاتین‌نویسی اصلاح‌شده: Hanyeodeul) یک مجموعهٔ تلویزیونی کره جنوبی سال ۲۰۱۵ با بازی جونگ یو می، اوه جی-هو، کیم دونگ ووک، لی شی آ، جون سو مین و لی یی کیونگ است. این مجموعه از ۲۳ ژانویه تا ۲۸ مارس ۲۰۱۵، جمعه و شنبه‌ها ساعت ۲۱:۴۵ (کی‌اس‌تی) از جی‌تی‌بی‌سی برای ۲۰ قسمت پخش شد.

## بازیگران

### اصلی
- جونگ یو می در نقش گوک این-یوب، دختر مشاور دولت
- اوه جی-هو در نقش مو-میونگ / لی بی، سر خدمتکار در خانهٔ وزیر دفاع
- کیم دونگ ووک در نقش کیم اون-گی، پسر وزیر اقتصاد

## جوایز و نامزدی‌ها
| سال  | مراسم جوایز             | دسته                   | گیرنده        | نتیجه    |
| ---- | ----------------------- | ---------------------- | ------------- | -------- |
| ۲۰۱۵ | هشتمین جوایز درامای کره | بهترین کارگردان تولیدی | جو هیون-تاک   | نامزدشده |
| ۲۰۱۵ | هشتمین جوایز درامای کره | بهترین فیلم‌نامه        | جو هیون-کیونگ | نامزدشده |